# Peder Mørk Mønsted
Peder Mørk Mønsted (Balle Mølle, 10. prosinca 1859. – Fredensborg, 20. lipnja 1941.) bio je danski slikar realizma. Najpoznatiji je po svojim uljima na platnu zimskih pejzaža u realističnom stilu. Omiljeni mu motivi uključuju snježne zimske krajolike, mirnu vodu i šume.

## Životopis
Mønsted je rođen u malom mjestu Balle Mølle blizu Grenaa u Danskoj. Sin je Otta Christiana Mønsteda, koji se uspješno bavio brodogradnjom, i Thore Johanne Petre Jorgensen. U ranoj je dobi krenuo na poduke slikanja u umjetničkoj školi u Aarhusu. Od 1875. do 1879. godine studirao je na Kraljevskoj akademiji likovnih umjetnosti kod ravnanjem Nielsa Simonsena i Juliusa Exnera. Godine 1878. Mønsted je nastavio studije kod umjetnika Pedera Severina Krøyera, a 1882. boravio je neko vrijeme u Rimu te sljedeće godine u Capriju. Iste je godine posjetio Pariz, gdje je radio u ateljeu Williama Adolphea Bouguereaua. Postupno je razvio osobni stil akademskog naturalizma.
Mønsted je bio strastveni putnik; godine 1889. otputovao je u Alžir, a tri godine kasnije u Grčku, gdje je bio gost kralja Đure I., podrijetlom danskoga princa. Za vrijeme svog boravka naslikao je i portrete grčke kraljevske obitelji. Nakon toga posjetio je Egipat i Španjolsku, a tijekom kasnijih godina proveo je puno vremena u Švicarskoj i putujući cijelim Mediteranom. Za svojih je putovanja stvarao brojne skice koje je kasnije pretvarao u ulja na platnu i s mnogima je sudjelovao na međunarodnim izložbama. Posebno je bio popularan u Njemačkoj, gdje je održao nekoliko izložbi u Glaspalastu u Münchenu.
Procjenjuje se da je tijekom svoje duge karijere Mønsted stvorio čak 18 000 slika. Većina njegovih djela danas se nalazi u privatnim zbirkama. Godine 1995. u Frankfurtu na Majni održana je velika retrospektiva njegovih djela pod nazivom »Svjetlost sjevera«.

## Galerija slika
- Vožnja saonicama za sunčanog zimskog dana
- Zalazak sunca nad jezerom
- Šuma u snijegu
- Potok i jelen
- Odraz proljeća
- Ruralni krajolik
- Zalijevanje vrta
- Šumski proplanak
- Zimski krajolik
- Šumski potok

## Vanjske poveznice
ArtNet: Izabrana djela Pedera Mønsteda.